# Pierre August Louis Blondeau
Pierre-Auguste-Louis Blondeau (París, 15 d'octubre de 1784/1786 - idm. 14 d'abril de 1863) fou compositor, violinista, musicòleg i historiador de la música francès.
Estudià en el Conservatori de París i aconseguí el 1r. Prix de Rome el 1808 amb la seva Cantata Maria Stuarda, i el 1841 formà part de l'Orquestra de l'Òpera.
Va compondre moltes i notables obres, entre elles diverses misses, composicions per a piano, per a orquestra, i la partitura del ball d'espectacle Almanzor, estrenat a Lisboa el 1814.
Coma escriptor se li deuen Traité du contrapoint, Traité d'harmonie, Notice sur Palestrine i una Histoire de la musique moderne (1847).